# Krystyna Bernadotte
Krystyna Bernadotte (Christina Louise Helena; ur. 3 sierpnia 1943 w Solnie) – księżniczka szwedzka, czwarta córka Gustawa Adolfa, syna Gustawa VI Adolfa, oraz jego żony, Sybilli Koburg. Jest siostrą króla Szwecji, Karola XVI Gustawa, oraz kuzynką królowej Danii, Małgorzaty II.

## Biografia

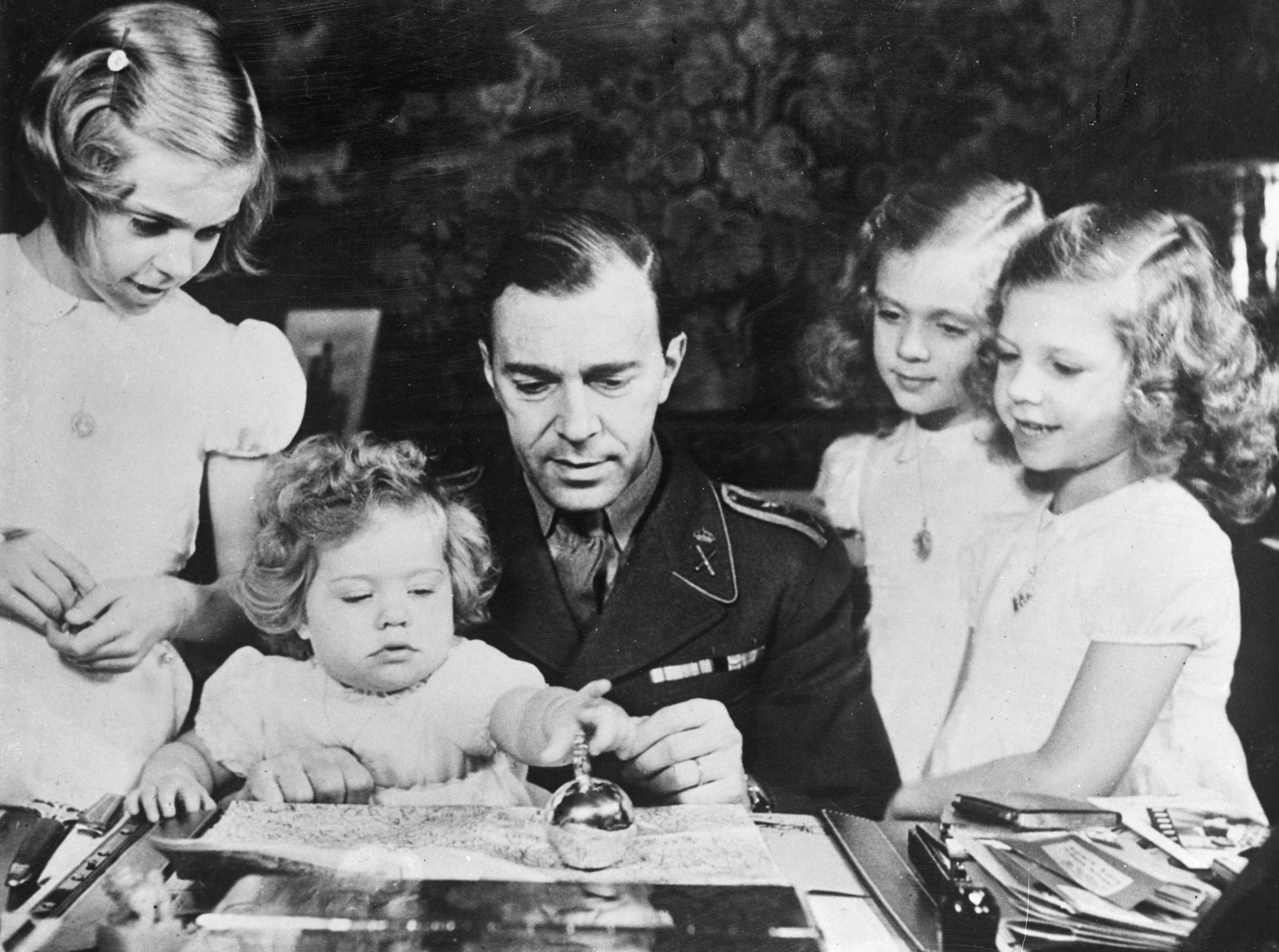
Krystyna z ojcem i siostrami (1945)

Urodziła się 3 sierpnia 1943 roku w pałacu Haga w Solnie jako czwarte dziecko syna króla Szwecji, Gustawa VI Adolfa, Gustawa Adolfa, oraz jego żony, Sybilli Koburg. Ze względu na swoją płeć, podobnie jak starsze siostry, nie została uwzględniona w linii sukcesji do szwedzkiego tronu.

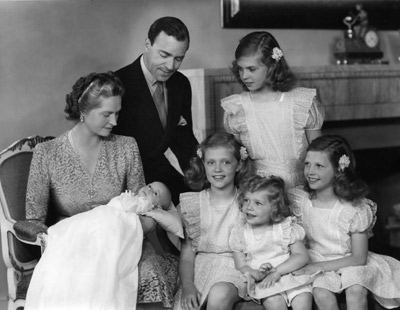
Krystyna z rodzicami i rodzeństwem (1946)

Otrzymała imiona Krystyna Ludwika Helena (szw. Christina Louise Helena). Pierwsze imię – Krystyna – nosiła władczyni Szwecji, Krystyna, córka słynnego króla Szwecji, Gustawa II Adolfa, nazywanego „Lwem Północy”. Imię Ludwika uzyskała po Ludwice Mountbatten drugiej żonie swojego dziadka, Gustawa VI Adolfa, a także po prababce, Luizie Małgorzacie Hohenzollern, i praprababce, Ludwice Marii Hohenzollern. Z kolei imię Helena nosiła jej babka, Wiktoria Adelajda ze Szlezwika-Holsztynu, prababka, Helena Waldeck-Pyrmont, oraz praprababka, Helena Nassau.

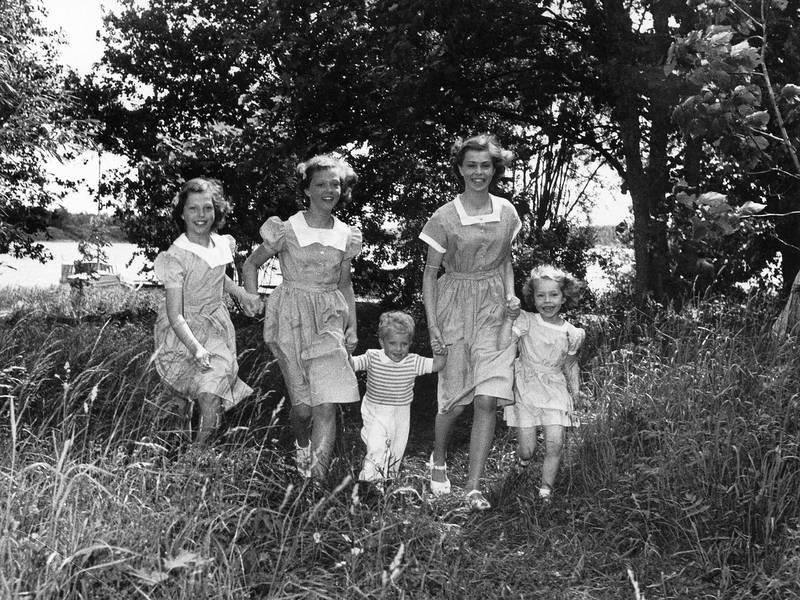
Krystyna z rodzeństwem (1948)

Ma czworo rodzeństwa – Małgorzatę (ur. 31 października 1934), Brygidę (ur. 19 stycznia 1937), Dezyderię (ur. 2 czerwca 1938) i króla Szwecji, Karola XVI Gustawa (ur. 30 kwietnia 1946). Jest również kuzynką obecnej królowej Danii, Małgorzaty II. Krystyna i jej siostry – ze względu na to, że mieszkały w pałacu Haga – nazywane były Hagasessorna (ang. The Haga Princesses).
Uczyła się w Radcliffe College, a następnie na Uniwersytecie Sztokholmskim.

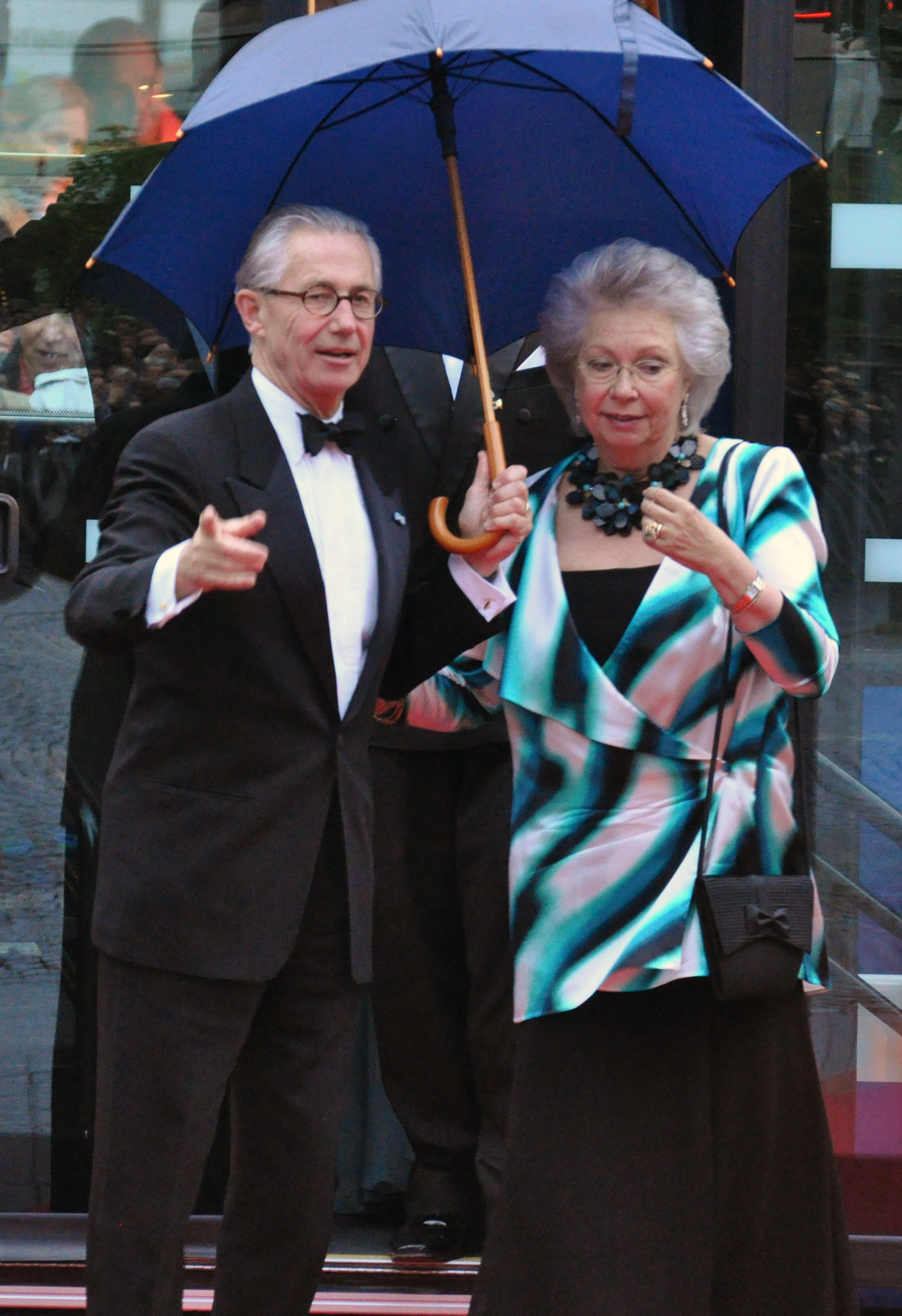
Krystyna z mężem (2010)

15 czerwca 1974 roku w kaplicy Pałacu Królewskiego w Sztokholmie poślubiła Torda Magnusona. Na tę okazję założyła welon, który jej matka otrzymała od najmłodszego syna Oskara II, Eugeniusza, który zaś otrzymał go od swojej matki, Zofii Wilhelminy Nassau. Welon ten ostatni raz na swój ślub założyła go obecna następczyni tronu Szwecji, Wiktoria. Zamiast tiary Cameo, którą tradycyjnie zakładały panny młode związane ze szwedzką rodziną królewską, Krystyna założyła tiarę Connaught, ulubioną tiarę jej zmarłej już wówczas matki. W wyniku zawarcia małżeństwa straciła predykat Jej Królewskiej Wysokości.
Wraz z mężem ma trójkę dzieci:
- Gustaf Magnuson (ur. 1975), ojciec chrzestny księcia Mikołaja[19];
- Oscar Magnuson (ur. 1977), ojciec chrzestny księcia Oskara[20];
- Victor Magnuson (ur. 1980), ojciec chrzestny księcia Aleksandra[21].

W 1982 roku Krystyna została matką chrzestną swojej bratanicy, księżniczki Magdaleny.
W 2010 roku ogłosiła, że przeszła leczenie raka piersi i pokonała chorobę, przechodząc w międzyczasie trzy operacje. W 2016 roku ogłosiła, że walczy z przewlekłą białaczką. Podczas leczenia ograniczyła swoje obowiązki. Po tym, jak inne terapie przeciwnowotworowe okazały się nieskuteczne, na początku 2017 roku przeszła udany przeszczep komórek macierzystych.
W 2016 roku wydała książkę, „Dagar på Drottningholm” (pol. Dni w Drottningholm). Książka została wydana w językach: szwedzkim i angielskim.

## Tytulatura
3 sierpnia 1943 – 15 czerwca 1974: Jej Królewska Wysokość Księżniczka Krystyna
od 15 czerwca 1974: Księżniczka Krystyna, pani Magnuson

## Odznaczenia
- Order Królewski Serafinów (1952)
- Medal Księcia Karola (2002)[25]
- Medal Jego Wysokości Króla (złoty rozm. 12* z brylantami do noszenia na szyi na łańcuchu) (2021)[26]
- Order Słonia (Dania, 1973)[27]
- Krzyż Wielki Orderu Chrystusa (Portugalia, 1991)[28]
- Order Księcia Branimira (Chorwacja, 2003)[29]

## Genealogia
| Prapradziadkowie                          | król Szwecji i Norwegii Oskar II Bernadotte (1829–1907) ∞ 1857 Zofia Wilhelmina Nassau (1836–1913) | Wielki Książę Badenii Fryderyk I Badeński (1826–1907) ∞ 1856 Ludwika Maria Hohenzollern (1838–1923) | Fryderyk Karol Hohenzollern (1828–1885) ∞ 1854 Maria Anna Anhalt-Dessau (1837–1906)      | Albert Saxe-Coburg-Gotha (1819–1861) ∞ 1840 Królowa Wielkiej Brytanii Wiktoria Hanowerska (1819–1901) | Albert Saxe-Coburg-Gotha (1819–1861) ∞ 1840 Królowa Wielkiej Brytanii Wiktoria Hanowerska (1819–1901) | Jerzy Wiktor Waldeck-Pyrmont (1831–1893) ∞1853 Helena Wilhelmina Nassau (1831–1888)     | Fryderyk Schleswig-Holstein-Sonderburg-Glücksburg (1814–1885) ∞ 1841 Adelajda Krystyna Schaumburg-Lippe (1821–1899)                                   | Fryderyk VIII Schleswig-Holstein (1829–1880) ∞ 1856 Adelajda Wiktoria Hohenlohe-Langenburg (1835–1900)                                                |
| Pradziadkowie                             | król Szwecji Gustaw V Bernadotte (1858–1950) ∞1881 Wiktoria Badeńska (1862–1930)                   | król Szwecji Gustaw V Bernadotte (1858–1950) ∞1881 Wiktoria Badeńska (1862–1930)                    | Artur Koburg (1850–1942) ∞ 1879 Luiza Małgorzata Hohenzollern (1860–1917)                | Artur Koburg (1850–1942) ∞ 1879 Luiza Małgorzata Hohenzollern (1860–1917)                             | Leopold Koburg (1853–1884) ∞1882 Helena Waldeck-Pyrmont (1861–1922)                                   | Leopold Koburg (1853–1884) ∞1882 Helena Waldeck-Pyrmont (1861–1922)                     | Fryderyk Ferdynand Schleswig-Holstein-Sonderburg-Glücksburg (1855–1934) ∞1885 Karolina Matylda Schleswig-Holstein-Sonderburg-Augustenburg (1860–1932) | Fryderyk Ferdynand Schleswig-Holstein-Sonderburg-Glücksburg (1855–1934) ∞1885 Karolina Matylda Schleswig-Holstein-Sonderburg-Augustenburg (1860–1932) |
| Dziadkowie                                | Król Szwecji Gustaw VI Adolf Bernadotte (1882–1973) ∞ 1905 Małgorzata Koburg (1882–1920)           | Król Szwecji Gustaw VI Adolf Bernadotte (1882–1973) ∞ 1905 Małgorzata Koburg (1882–1920)            | Król Szwecji Gustaw VI Adolf Bernadotte (1882–1973) ∞ 1905 Małgorzata Koburg (1882–1920) | Król Szwecji Gustaw VI Adolf Bernadotte (1882–1973) ∞ 1905 Małgorzata Koburg (1882–1920)              | Karol Edward Koburg (1884–1954) ∞ 1905 Wiktoria Adelajda Schleswig-Holstein (1885–1970)               | Karol Edward Koburg (1884–1954) ∞ 1905 Wiktoria Adelajda Schleswig-Holstein (1885–1970) | Karol Edward Koburg (1884–1954) ∞ 1905 Wiktoria Adelajda Schleswig-Holstein (1885–1970)                                                               | Karol Edward Koburg (1884–1954) ∞ 1905 Wiktoria Adelajda Schleswig-Holstein (1885–1970)                                                               |
| Rodzice                                   | Gustaw Adolf Bernadotte (1906–1947) ∞ 1932 Sybilla Koburg (1908–1972)                              | Gustaw Adolf Bernadotte (1906–1947) ∞ 1932 Sybilla Koburg (1908–1972)                               | Gustaw Adolf Bernadotte (1906–1947) ∞ 1932 Sybilla Koburg (1908–1972)                    | Gustaw Adolf Bernadotte (1906–1947) ∞ 1932 Sybilla Koburg (1908–1972)                                 | Gustaw Adolf Bernadotte (1906–1947) ∞ 1932 Sybilla Koburg (1908–1972)                                 | Gustaw Adolf Bernadotte (1906–1947) ∞ 1932 Sybilla Koburg (1908–1972)                   | Gustaw Adolf Bernadotte (1906–1947) ∞ 1932 Sybilla Koburg (1908–1972)                                                                                 | Gustaw Adolf Bernadotte (1906–1947) ∞ 1932 Sybilla Koburg (1908–1972)                                                                                 |
| Krystyna Bernadotte (ur. 3 sierpnia 1943) | | |                                                                                          | | |                                                                                         | | |